# 136
136（百三十六、ひゃくさんじゅうろく）は自然数、また整数において、135の次で137の前の数である。

## 性質
- 136は合成数であり、約数は 1, 2, 4, 8, 17, 34, 68 と 136 である。
  - 約数の和は270。
- 1/136 = 0.0073529411764705882… (下線部は循環節で長さは16)
  - 逆数が循環小数になる数で循環節が16になる7番目の数である。1つ前は102、次は153。
- 136 = 1 + 2 + 3 + 4 + 5 + 6 + 7 + 8 + 9 + 10 + … + 15 + 16
  - 16番目の三角数である。1つ前は120、次は153。
    - 三角数において各位の和も三角数になる13番目の数である。1つ前は120、次は190。(オンライン整数列大辞典の数列 A062099)
    - 3つの正の数の立方数の和で表せる6番目の三角数である。1つ前は66、次は153。(オンライン整数列大辞典の数列 A119977)
    - 136 = 45 + 91
      - 2つの異なる三角数の和で表せる7番目の三角数である。1つ前は120、次は171。(オンライン整数列大辞典の数列 A112352)

    - 136 = 1 + 15 + 120 = 3 + 28 + 105 = 3 + 55 + 78 = 6 + 10 + 120 = 10 + 21 + 105 = 15 + 55 + 66 = 36 + 45 + 55
      - 3つの異なる三角数の和で表せる9番目の三角数である。1つ前は120、次は153。(オンライン整数列大辞典の数列 A112353)

    - n = 4 のときの n2 番目の三角数である。1つ前は45、次は325。(オンライン整数列大辞典の数列 A037270)
    - n = 4 のときの 2n 番目の三角数である。1つ前は36、次は528。(オンライン整数列大辞典の数列 A007582)
      - 528 = 23 × (24 + 1)
- 基数4の2つ目の自己記述数である。もう1つは100。
- 正136角形は定規とコンパスのみで作図できる28番目の正多角形である。1つ前は正128角形、次は正160角形。(オンライン整数列大辞典の数列 A003401)
  - 正136角形が作図可能なのは、136がフェルマー素数である17と、2の累乗数である8との積だからである。
- 136 → 13 + 33 + 63 = 244 → 23 + 43 + 43 = 136
  - 各位の立方和の和を連続して求めると元の数になる2番目の数である。1つ前は1、次は153。(オンライン整数列大辞典の数列 A072884)
    - 1 と 153 はナルシシスト数なので厳密な2連続とみたときは136は最小、次は244。(オンライン整数列大辞典の数列 A262615)

  - n = 3 のときの各桁の n 乗の和を連続して求めると元の数になる最小の数とみたとき1つ前の2乗はなし、次の4乗は1634。(オンライン整数列大辞典の数列 A072409)
    - 1634はナルシシスト数なので厳密な2連続とみたとき次の4乗は2178。

  - 136 = 23 + 43 + 43
    - 3つの正の数の立方数の和1通りで表せる20番目の数である。1つ前は134、次は141。(オンライン整数列大辞典の数列 A025395)
- 各位の和が10になる13番目の数である。1つ前は127、次は145。
- 各位の平方和が46になる最小の数である。次は163。(オンライン整数列大辞典の数列 A003132)
  - 各位の平方和が n になる最小の数である。1つ前の45は36、次の47は1136。(オンライン整数列大辞典の数列 A055016)
- 各位の立方和が244になる最小の数である。次は163。(オンライン整数列大辞典の数列 A055012)
  - 各位の立方和が n になる最小の数である。1つ前の243は36、次の245は1136。(オンライン整数列大辞典の数列 A165370)
- 136 = 17 × 23
  - n = 3 のときの 17 × 2n の値とみたとき1つ前は68、次は272。(オンライン整数列大辞典の数列 A110287)
  - p3 × q の形で表せる8番目の数である。1つ前は135、次は152。(オンライン整数列大辞典の数列 A065036)
- 136 = 62 + 102
  - 異なる2つの平方数の和で表せる40番目の数である。1つ前は130、次は137。(オンライン整数列大辞典の数列 A004431)
- 136 = 62 + 62 + 82
  - 3つの平方数の和1通りで表せる52番目の数である。1つ前は133、次は140。(オンライン整数列大辞典の数列 A025321)
- 桁の調和平均が2になる3番目の数である。1つ前は22、次は144。(オンライン整数列大辞典の数列 A062180)
例．3/1/1 + 1/3 + 1/6 = 2
- 三角数を昇順に並べた数とみたとき1つ前は13、次は13610。(オンライン整数列大辞典の数列 A078795)
- 136 = 27 + 8
  - n = 7 のときの 2n + n + 1 の値とみたとき1つ前は71、次は265。(オンライン整数列大辞典の数列 A005126)
- 13が6番目の素数を表した数である。n = 6 のときの素数 p(n) と n 番目を並べた数とみたとき1つ前は115、次は177。(オンライン整数列大辞典の数列 A075110)
- 136 = 192 − 225
  - n = 19 のときの n2 − 152 の値とみたとき1つ前は99、次は175。(オンライン整数列大辞典の数列 A132772)

## その他136に関連すること
- 西暦136年
- 麻雀牌は1セット136牌からなる。
- 日本の電話番号（NTT東日本･NTT西日本）が2000年9月20日から行っているサービス「ナンバーお知らせ136」の番号は136番である。
- 年始から数えて136日目は5月16日、閏年は5月15日。
- モーツァルトが1772年に作曲したディヴェルティメントニ長調のケッヘル番号。
- 第136代ローマ教皇はヨハネス14世（在位：983年12月～984年8月20日）である。